# Hakea cycloptera
Hakea cycloptera är en tvåhjärtbladig växtart som beskrevs av Robert Brown. Hakea cycloptera ingår i släktet Hakea och familjen Proteaceae. Inga underarter finns listade i Catalogue of Life.